# قرغالی (جامبیل)
قرغالی (به قزاقی: Қарғалы، قارعالى}} یک منطقهٔ مسکونی در قزاقستان است که در استان آلماتی واقع شده‌است. قرغالی  ۲۰٬۱۱۴ نفر جمعیت دارد.